# Liste des statues de généraux de Paris
Cet article recense les statues représentant des officiers généraux français et actuellement situées à Paris, en France.

## Liste
À noter que la plupart des généraux mentionnés ci-après ont été élevées à la dignité de Maréchal de France, qui n'est pas un grade militaire mais une dignité dans l'État. C'est pourquoi ils sont listés parmi d'autres officiers généraux qui n'ont pas eu cet honneur.
| Œuvre                            | Auteur                           | Lieu                                 | Arr. | Date | Notes | Coordonnées                      | Photo |
| -------------------------------- | -------------------------------- | ------------------------------------ | ---- | ---- | --- | -------------------------------- | ----- |
| Émile Fayolle                    | Jean Boucher                     | Place Vauban                         | 7e   | 1935 | Maréchal de France. |                                  |       |
| Ferdinand Foch                   | Robert Wlérick et Raymond Martin | Place du Trocadéro-et-du-11-Novembre | 16e  | 1951 | Maréchal de France. | 48° 51′ 46″ nord, 2° 17′ 14″ est |       |
| Joseph Gallieni                  | Jean Boucher                     | Place Vauban                         | 7e   | 1927 | Maréchal de France. |                                  |       |
| Charles de Gaulle                | Jean Cardot                      | Place Clemenceau                     | 8e   | 2000 | Président de la République française. |                                  |       |
| Joseph Joffre                    | Maxime Real del Sarte            | Place Joffre                         | 7e   | 1939 | Maréchal de France. | 48° 51′ 10″ nord, 2° 18′ 10″ est |       |
| Philippe Leclerc de Hauteclocque | Raymond Martin                   | Avenue du Général-Leclerc            | 14e  | 1969 | Maréchal de France. Le monument a été réaménagé en 1997 par l'architecte Sylvain Dubuisson : la sculpture de Raymond Martin a été placée sur un piédestal habillé de plaques de bronze patinées sur lesquelles sont gravés les noms des 1 800 soldats morts pour la France sous les ordres du général Leclerc. Ce lieu rappelle l'entrée du chef de la 2e DB par la porte d'Orléans le 25 août 1944 pour libérer Paris. |                                  |       |
| Gilbert du Motier de La Fayette  | Paul Wayland Bartlett            | Cours la Reine                       | 8e   | 1908 | Citoyen d'honneur des États-Unis d'Amérique. Cette statue a été offerte à la France après une souscription auprès d'écoliers américains. |                                  |       |
| Hubert Lyautey                   | François Cogné                   | Place Denys-Cochin                   | 7e   | 1985 | Maréchal de France et Résident général de France au Maroc. Elle remplace le monument au général Mangin installé en 1932 (voir ci-après). Une copie de cette statue fondue en 1994 se trouve rue des Cordeliers à Nancy. |                                  |       |
| Charles Mangin                   | Raymond Martin                   | Place du Président-Mithouard         | 7e   | 1952 | Maréchal de France. Un premier monument à Mangin dû à Maxime Real del Sarte est détruit par l'occupant allemand en 1942. |                                  |       |